# 霍爾縣 (德克薩斯州)
霍爾縣（英語：Hall County）是美国德克萨斯州北部的一個郡，面積2,342平方公里。根據2020年美國人口普查估計，共有人口2,825人。縣治孟菲斯（Memphis）。該縣成立於1876年8月21日，縣政府成立於1890年6月23日。縣名紀念德克萨斯共和国戰爭部長華倫·D·C·霍爾。